# EIKO SHIMAMIYA PRODUCE 5TEARS
『EIKO SHIMAMIYA PRODUCE 5TEARS』（エイコ・シマミヤ・プロデュース・ファイブ・ティアーズ）は、日本の女性歌手、島みやえい子によるプロデュース同人音楽CDシリーズである。
2011年から2013年までの3年間にリリースされた作品である。内容は、島みやえい子を中心に数人のゲストボーカルやミュージシャンが結集し、本人自身が制作した楽曲をそれぞれで歌い持ち寄ったコンピレーション盤シリーズとなっている。

## Vol.1
2011年12月29日に「コミックマーケット81」にてVisual Art'sブースで限定販売、後に一般販売された。
I'veを卒業した約半年後初となる作品。ゲストボーカルはKOTOKO、Keyに所属しているkaruta、音楽学校の生徒たちが参加している。編曲家として同じくI'veの元メンバーである中坪淳彦や井内舞子、また札幌出身のロックバンド・sleepy.abの山内憲介が参加している。

### 収録曲
| 全作詞: 島みやえい子。 |                              |              |                     |           |              |      |
| #                      | タイトル                     | 作詞         | 作曲                | 編曲      | ボーカル     | 時間 |
| 1.                     | 「JUPITER ～2012～ K-style」 | 島みやえい子 | Holst・島みやえい子 | 古島智久  | KOTOKO       | 5:40 |
| 2.                     | 「日常」                     | 島みやえい子 | 島みやえい子        | 古島智久  | 妙           | 5:15 |
| 3.                     | 「Mermaid blues」            | 島みやえい子 | 島みやえい子        | 中坪淳彦  | 妙           | 5:00 |
| 4.                     | 「いてくれてありがとう」     | 島みやえい子 | 横田昭              | 井内舞子  | 島みやえい子 | 4:46 |
| 5.                     | 「ROBIN」                    | 島みやえい子 | 島みやえい子        | 山内憲介  | 島みやえい子 | 4:04 |
| 6.                     | 「Fairy land」               | 島みやえい子 | 島みやえい子        | 山内憲介  | 椿カオリ     | 5:13 |
| 7.                     | 「カーネーション」           | 島みやえい子 | 島みやえい子        | 中坪淳彦  | karuta       | 4:02 |
| 合計時間:              | 合計時間:                    | 合計時間:    | 合計時間:           | 合計時間: | 34:00        |      |

## Vol.2
2012年12月29日に「コミックマーケット83」にてVisual Art'sブースで限定販売され、後に一般販売された。
前作『EIKO SHIMAMIYA PRODUCE 5TEARS』以来、ちょうど1年後にリリース。ゲストボーカルは本人と同じくI'veに所属していたSHIHO、Keyのゲームソフト主題歌を数多く歌ったシンガーソングライターの多田葵、ビジュアルアーツを代表する歌手のLiaが参加している。Keyの音楽プロディーサー・折戸伸治がリード曲の編曲を担当している。本人が全曲作詞・作曲している。
「リピカ」はPCゲーム『猫撫ディストーション Exodus』のエンディングテーマに起用され、Liaがボーカル担当した楽曲「Infini」はオンラインゲーム『三千界のアバター』の主題歌に起用されている。

### 収録曲
| 全作詞・作曲: 島みやえい子。 |                    |              |              |                    |              |      |
| #                            | タイトル           | 作詞         | 作曲・編曲   | 編曲               | ボーカル     | 時間 |
| 1.                           | 「青秋18切符」     | 島みやえい子 | 島みやえい子 | 折戸伸治           | 島みやえい子 | 5:07 |
| 2.                           | 「ジェイドの龍」   | 島みやえい子 | 島みやえい子 | 古島知久           | 鳥畑うみ     | 4:31 |
| 3.                           | 「Distance」       | 島みやえい子 | 島みやえい子 | 新井健史           | SHIHO        | 5:43 |
| 4.                           | 「ピチカートの涙」 | 島みやえい子 | 島みやえい子 | 山内憲介           | 多田葵       | 5:57 |
| 5.                           | 「リピカ」         | 島みやえい子 | 島みやえい子 | 京田誠一           | 島みやえい子 | 5:13 |
| 6.                           | 「フリルの風」     | 島みやえい子 | 島みやえい子 | 大野宏明・新貝幸広 | 島みやえい子 | 4:31 |
| 7.                           | 「Infini」         | 島みやえい子 | 島みやえい子 | 古島知久           | Lia          | 6:13 |
| 合計時間:                    | 合計時間:          | 合計時間:    | 合計時間:    | 37:15              |              |      |

## Vol.3
2013年12月29日に「コミックマーケット85」にてVisual Art'sブースで限定販売され、後に一般販売された。
前作『EIKO SHIMAMIYA PRODUCE 5TEARS Vol.2』以来、ちょうど1年後にリリース。前作は自身が制作した楽曲を5名のボーカリストが歌うという計画だったが、今回は逆転し、5名の外部クリエイターによる楽曲に本人が詞を書き歌うという構成している。
jAcKp☆TrASHのTAKUYAによる作曲・編曲を担当した楽曲「survivors note」が2015年1月28日に発売されたシングル「黒蝶のサイケデリカ」に再収録された。

### 収録曲
| 全作詞: 島みやえい子。 |                        |              |                       |                       |      |
| #                      | タイトル               | 作詞         | 作曲                  | 編曲                  | 時間 |
| 1.                     | 「Sweet Dragon」       | 島みやえい子 | 新貝幸広              | 新貝幸広              | 4:54 |
| 2.                     | 「Control」            | 島みやえい子 | 井内舞子              | 井内舞子              | 5:01 |
| 3.                     | 「あの丘はじまりの鐘」 | 島みやえい子 | bermei.inazawa        | bermei.inazawa        | 5:25 |
| 4.                     | 「survivors note」     | 島みやえい子 | TAKUYA（jAcKp☆TrASH） | TAKUYA（jAcKp☆TrASH） | 3:43 |
| 5.                     | 「雪男」               | 島みやえい子 | MANYO                 | MANYO                 | 4:46 |
| 6.                     | 「new song」           | 島みやえい子 | 島みやえい子          | Green                 | 4:59 |
| 合計時間:              | 合計時間:              | 合計時間:    | 合計時間:             | 28:48                 |      |

| #  | タイトル                             | 作詞 | 作曲・編曲 | 監督   |
| -- | ------------------------------------ | ---- | ---------- | ------ |
| 1. | 「Sweet Dragon」(ミュージックビデオ) |      |            | 奏音69 |